# Starożytności rzymskie w perspektywie

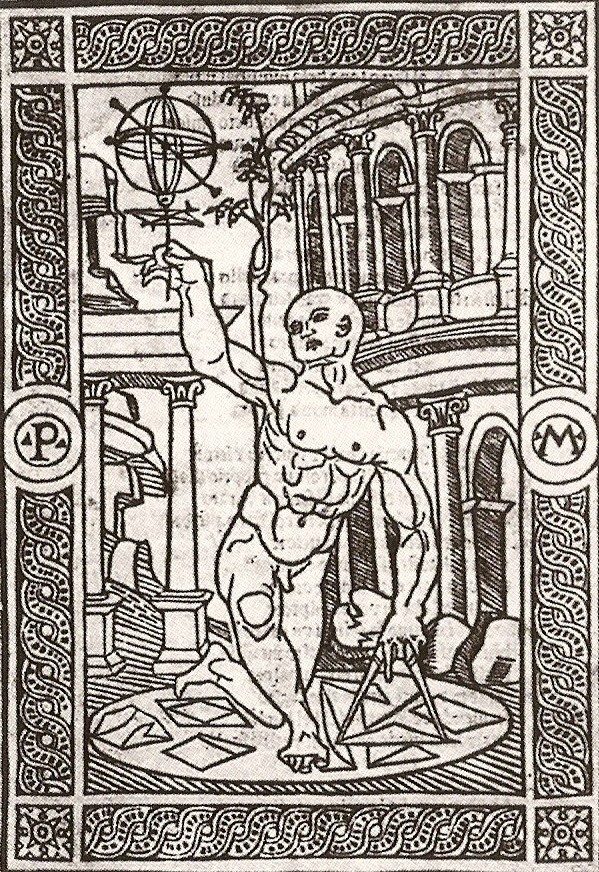
Frontyspis Starożytności rzymskich w perspektywie

Starożytności rzymskie w perspektywie (włos. Antiquarie prospetiche Romane) – napisana przed 1495 r. książka anonimowego autora, której tematem przewodnim są starożytne zabytki Rzymu. Dzieło zostało zadedykowane Leonardowi da Vinci: serdecznemu, drogiemu, uroczemu koledze, mojemu drogiemu Vinci.

## Autorstwo
Autor przedstawia się jako Prospectivo Malanese depicore, co jest albo – Prospectivo Malanese, malarz lub charakterystyką – mediolański malarz perspektywy. Niektórzy przypuszczają, że autorem jest Donato Bramante, który był znany z talentu do satyrycznych wierszy, ale jest to mało prawdopodobne, gdyż nie był on mediolańczykiem. Autorstwo przypisuje się także Ambrogiowi de Predis, Bramantinowi, Bernardowi Zenalemu i Cesaremu Cesarianowi. Z wymienionych tylko de Predis mógł nazwać Leonarda swoim kolegą, gdyż był jego współpracownikiem. Poza tym w latach 90. XV w. odwiedził Rzym.

## Strona tytułowa
Na stronie tytułowej znajdują się inicjały P.M., które prawdopodobnie są skrótem od Prospectivo Malanese, ale mogą także oznaczać Predis Mediolanensis. Znajduje się tam także rycina ukazująca nagiego mężczyznę, który przykląkł na kolanach w pozycji podobnej do tej z obrazu Święty Hieronim na pustyni autorstwa Leonarda. W lewej ręce trzyma dwa kompasy, w prawej kulę, a klęczy w kole z figurami geometrycznymi. W tle jest widoczny fragment okrągłej świątyni z kolumnami, takiej jak w Manuskrypcie paryskim B z notatek da Vinciego. Zaś skały w tle są inspirowane krajobrazem z malowidła Madonna w grocie, stworzonego przez Leonarda.

## Treść
Poemat jest rodzajem „dziennika” podróży. Autor omawia w nim starożytne zabytki Rzymu i zaprasza da Vinciego do wspólnego zwiedzania. Twórca dzieła chwali także Leonarda, wykorzystując grę słów Vinci i vincere – zwyciężać. Pisarz najbardziej podziwia Leonarda jako rzeźbiarza, ale ceni go także jako pisarza i mówcę.